# Relazioni bilaterali tra Italia e Somalia
Le relazioni bilaterali tra Italia e Somalia (in somalo: Xiriirka Talyaaniga-Soomaaliya) sono relazioni diplomatiche tra Italia e Somalia.

## Storia
Le relazioni tra i moderni territori dell'Italia e della Somalia risalgono all'antichità. Durante i secoli dell'Impero romano il Periplus Maris Erythraei, tra gli altri documenti, riporta i primi scambi commerciali tra commercianti che abitano città-stato sul litorale somalo settentrionale con mercanti romani. Numerosi reperti risalenti a questo periodo sono stati scoperti in Somalia, come nel sito di Damo nella regione del Puntland.
In termini amministrativi, l'Italia per la prima volta guadagnò un punto d'appoggio in Somalia attraverso la firma di vari patti e accordi alla fine del XIX secolo con il sovrano somalo Sultanato della Migiurtinia e Sultanato di Obbia, guidati rispettivamente dal re Osman Mahamuud e dal sultano Yusuf Ali Kenadid.
All'inizio del XX secolo venne creata la Somalia italiana con stato coloniale. Fu ampliato dopo la prima guerra mondiale con l'Oltregiuba italiana e aveva Mogadiscio come capitale.
Nel 1936, il territorio acquisito dall'Impero d'Etiopia, chiamato "Ogaden italiano", venne integrato nel governatorato della Somalia, parte dell'Africa Orientale Italiana. Il governatorato godette di un enorme sviluppo socioeconomico: sarebbe durato fino al 1941, durante la seconda guerra mondiale.
La Somalia italiana passò quindi sotto l'amministrazione britannica fino al 1949, quando divenne un'amministrazione fiduciaria delle Nazioni Unite, l'Amministrazione fiduciaria italiana della Somalia. Il 1º luglio 1960, l'Amministrazione fiduciaria italiana della Somalia si unì come programmato con il breve Stato del Somaliland (l'ex Somalia britannica) per formare la Repubblica Somala.
Sebbene la maggior parte dei italo-somali abbia lasciato il territorio dopo l'indipendenza, le relazioni della Somalia con l'Italia sono rimaste forti negli anni seguenti e durante il successivo periodo di guerra civile. Il governo federale della Somalia è stato successivamente istituito il 20 agosto 2012, che rappresenta il primo governo centrale permanente nel paese dall'inizio del conflitto. Il mese seguente, Hassan Sheikh Mohamud è stato eletto come primo presidente del nuovo governo. Le elezioni sono state accolte con favore dalle autorità italiane, che hanno ribadito il continuo sostegno dell'Italia al governo somalo, la sua integrità territoriale e sovranità.